# Irina Baronova

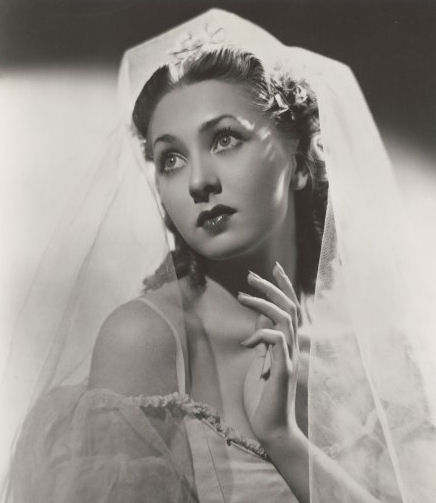
Irina Baronova (1937)

Irina Mikhailovna Baronova (russisch Ири́на Миха́йловна Баро́нова; * 13. März 1919 in Petrograd; † 28. Juni 2008 in Byron Bay, Australien) war eine russisch-britische Balletttänzerin und Schauspielerin.

## Karriere
Baronova studierte ab 1928 bei Olga Preobraschenskaja und Matilda Kschessinskaja in Paris, debütierte 1930 an der Pariser Oper und wurde 1931 von George Balanchine für Orpheus in der Unterwelt engagiert. 1932 holte er sie ins Ensemble der Ballets Russes de Monte Carlo. Baronova war eine der drei berühmten „Baby Ballerinen“ (zusammen mit Tamara Toumanova und Tatjana Rjabuschinskaja). Nach 15-jähriger Karriere bei den Ballets Russes de Monte Carlo und dem Ballet Theatre (später: American Ballet Theatre) zog sie sich auf Wunsch ihres Gatten Cecil Tennant von der Bühne zurück. Sie arbeitete später u. a. als Ballettpädagogin und studierte 1986 Fokins Les Sylphides für das Australian Ballet ein. Baronova spielte in sechs Filmen mit, u. a. in Train of Events (1949).
Sie war die Mutter der Schauspielerin Victoria Tennant.